# Boulevard de Vanves
Le boulevard de Vanves est un important axe de communication de Châtillon dans les Hauts-de-Seine.

## Situation et accès
Ce boulevard est desservi par la ligne 6 du tramway d'Île-de-France.

## Historique

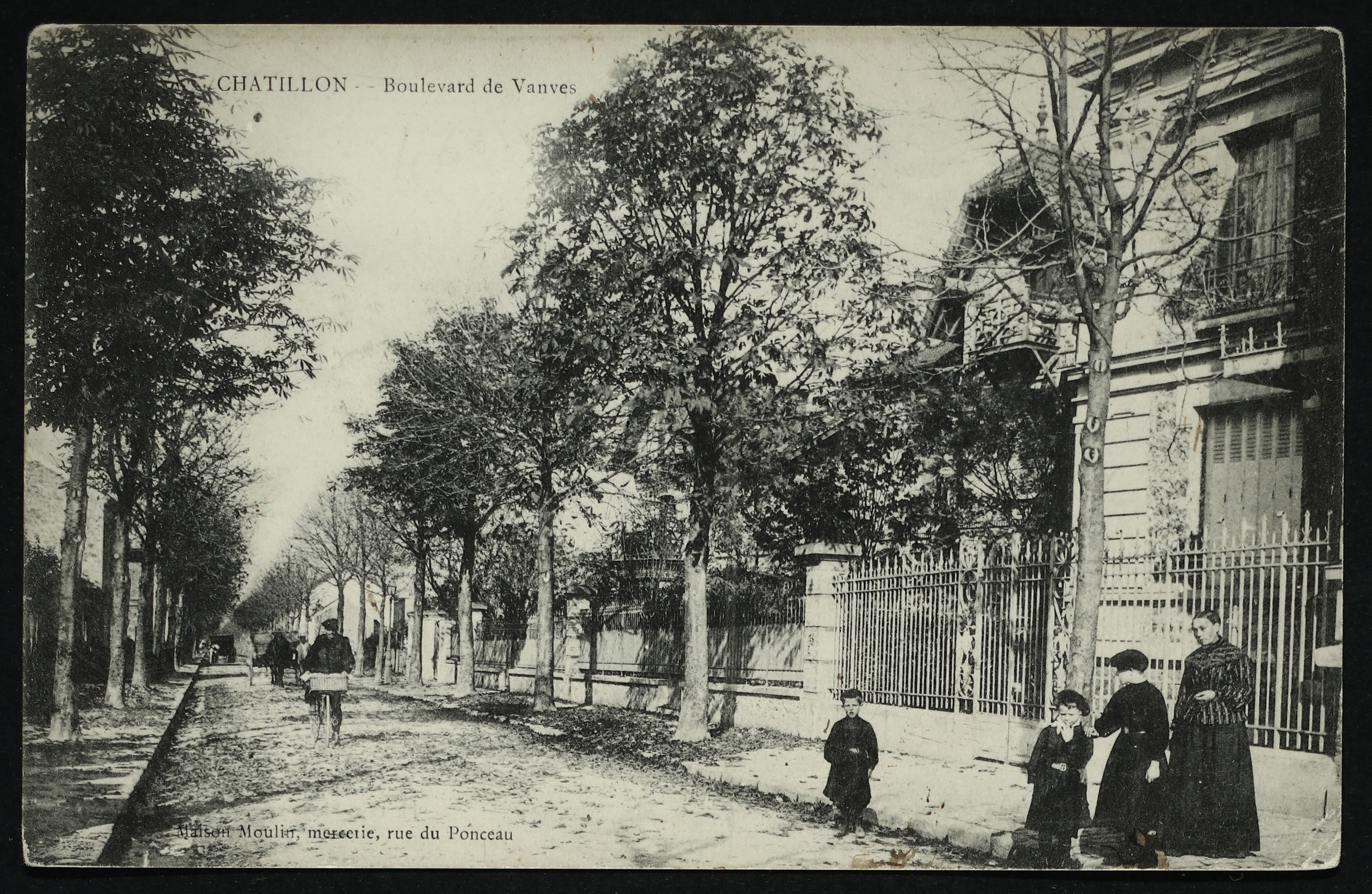
Châtillon, boulevard de Vanves.

Jusque dans les années 1930, sa partie sud s'appelait rue de Malakoff, tandis que le boulevard dans son prolongement au nord, sur le territoire de Malakoff, s'appelait aussi boulevard de Vanves.
Après guerre, Châtillon renomme le boulevard de Vanves boulevard Malleret-Joinville, en hommage à Alfred Malleret-Joinville, dit « général Joinville », militant communiste. Jean-Pierre Schosteck, élu maire de la ville en 1983, lui redonne le nom de boulevard de Vanves.

## Bâtiments remarquables et lieux de mémoire
- Église Notre-Dame-du-Calvaire de Châtillon.
- Au no 24, une maison datant de la fin du XIXe siècle[4], œuvre de l'architecte Léon Mériot.
- Square Malleret-Joinville.
- Dans les années 1950, l'écrivain Léo Malet y a habité[5].